# Sant Cirgues (Puèi Domat)
Saint-Cirgues-sur-Couze és un municipi francès situat al departament del Puèi Domat i a la regió d'Alvèrnia-Roine-Alps. L'any 2007 tenia 287 habitants.

## Demografia

### Població
El 2007 la població de fet de Saint-Cirgues-sur-Couze era de 287 persones. Hi havia 120 famílies de les quals 32 eren unipersonals (12 homes vivint sols i 20 dones vivint soles), 48 parelles sense fills i 40 parelles amb fills.
La població ha evolucionat segons el següent gràfic:
Habitants censats

### Habitatges
El 2007 hi havia 146 habitatges, 123 eren l'habitatge principal de la família, 12 eren segones residències i 11 estaven desocupats. 143 eren cases i 3 eren apartaments. Dels 123 habitatges principals, 105 estaven ocupats pels seus propietaris, 15 estaven llogats i ocupats pels llogaters i 3 estaven cedits a títol gratuït; 1 tenia una cambra, 1 en tenia dues, 19 en tenien tres, 36 en tenien quatre i 67 en tenien cinc o més. 92 habitatges disposaven pel capbaix d'una plaça de pàrquing. A 61 habitatges hi havia un automòbil i a 55 n'hi havia dos o més.

### Piràmide de població
La piràmide de població per edats i sexe el 2009 era:
| Homes | Edats   | Dones |
| ----- | ------- | ----- |
| 0     | 95 o +  | 0     |
| 4     | 90 a 94 | 0     |
| 0     | 85 a 89 | 4     |
| 0     | 80 a 84 | 4     |
| 4     | 75 a 79 | 4     |
| 4     | 70 a 74 | 4     |
| 4     | 65 a 69 | 12    |
| 12    | 60 a 64 | 12    |
| 8     | 55 a 59 | 4     |
| 4     | 50 a 54 | 12    |
| 4     | 45 a 49 | 24    |
| 12    | 40 a 44 | 4     |
| 16    | 35 a 39 | 0     |
| 12    | 30 a 34 | 12    |
| 12    | 25 a 29 | 0     |
| 4     | 20 a 24 | 4     |
| 8     | 15 a 19 | 8     |
| 4     | 10 a 14 | 0     |
| 12    | 5 a 9   | 4     |
| 12    | 0 a 4   | 4     |

## Economia
El 2007 la població en edat de treballar era de 170 persones, 120 eren actives i 50 eren inactives. De les 120 persones actives 109 estaven ocupades (61 homes i 48 dones) i 11 estaven aturades (6 homes i 5 dones). De les 50 persones inactives 27 estaven jubilades, 9 estaven estudiant i 14 estaven classificades com a «altres inactius».

### Ingressos
El 2009 a Saint-Cirgues-sur-Couze hi havia 129 unitats fiscals que integraven 299,5 persones, la mediana anual d'ingressos fiscals per persona era de 16.906 €.

### Activitats econòmiques
Dels 6 establiments que hi havia el 2007, 1 era d'una empresa de comerç i reparació d'automòbils, 1 d'una empresa de transport, 1 d'una empresa d'informació i comunicació, 1 d'una empresa immobiliària i 2 d'entitats de l'administració pública.
L'únic servei als particulars que hi havia el 2009 era una oficina de correu.
L'any 2000 a Saint-Cirgues-sur-Couze hi havia 3 explotacions agrícoles.

## Equipaments sanitaris i escolars
El 2009 hi havia una escola elemental integrada dins d'un grup escolar amb les comunes properes formant una escola dispersa.

## Poblacions més properes
El següent diagrama mostra les poblacions més properes.